# Bothynotus pilosus
Bothynotus pilosus är en insektsart som först beskrevs av Karl Henrik Boheman 1852.  Bothynotus pilosus ingår i släktet Bothynotus och familjen ängsskinnbaggar. Arten är reproducerande i Sverige. Inga underarter finns listade i Catalogue of Life.